# Västerkärr
Västerkärr er en småort i Habo kommun i Jönköpings län i Sverige. I 2010 var indbyggertallet 94.